# Marta Jaumandreu
Marta Calvo Jaumandreu más conocida como Marta Jaumandreu (Madrid, 4 de diciembre de 1971), es una periodista y presentadora española.

## Trayectoria profesional
Inició sus estudios en el Colegio Nuestra Señora Santa María de Madrid (1975-1989). Posteriormente obtuvo la Licenciatura en Ciencias de la información por la Universidad CEU San Pablo (1989-1994), realizó un máster en Periodismo digital por el Centro de Estudios Financieros y estudió Protocolo y organización de actos en el Centro de Formación de la Cámara de Comercio de Madrid.
Su primer trabajo fue en la publicación económica El boletín de la tarde. Después, entre septiembre de 1995 y agosto de 1997, formó parte de los servicios informativos de Telemadrid, donde trabajó en los programas Panorama de actualidad, Buenos días, Madrid y en la primera edición de Telenoticias.
En agosto de 1997 ingresó en RTVE como redactora del Canal 24 horas y un año después (en septiembre de 1998) pasó al Área de Meteorología, donde fue una de las presentadoras de El tiempo.
En agosto de 2007 obtuvo la fijeza en RTVE. En septiembre de 2008 pasó a ser presentadora y redactora del Informativo territorial de Madrid y entre el 2 de julio y el 27 de julio de 2012 presentó el Telediario Matinal de TVE.
Posteriormente, entre el 3 de septiembre de 2012 y el 30 de agosto de 2013 fue presentadora del Telediario 2.ª edición de TVE, primero en solitario y después de enero a julio de 2013 con Marcos López. El 28 de octubre de 2012 presentó con Ana Blanco el especial electoral Elecciones vascas y gallegas en TVE. El 2 de septiembre de 2013 regresó al Informativo territorial de Madrid, siendo sustituida en el Telediario 2.ª edición por Ana Blanco. Aunque no se concretó la razón de esa decisión, estuvo influida por la pérdida de espectadores de los Telediarios de TVE en todas sus ediciones.
Desde la Navidad de 2014 hasta verano de 2018, presentó los microespacios Fue informe en el Canal 24 horas, el Telediario 1.ª edición en sustituciones y periodos vacacionales y también los Telediarios Fin de semana en ocasiones en sustitución de su copresentadora, compaginándolo con el Informativo territorial de Madrid, en el cual continúa en la actualidad.
Al margen de su actividad periodística, es presentadora de ceremonias, eventos, congresos y premios. También fue mentora del programa Shadowing de la Universidad Internacional de La Rioja, entre mayo de 2017 y junio de 2020 y es mentora del programa GPS de la Universidad CEU San Pablo desde 2020.

## Premios
- 2018
  - Micrófono de los Informadores, de la Asociación de informadores de Prensa, Radio, Televisión e Internet.
  - Cruz Azul de Emergencias, otorgada por los representantes de Emergencias y Fuerzas y Cuerpos de Seguridad del Estado.
  - Premio Xishang, de la Revista Xishang.
- 2016
  - Antena de Plata, de la Federación de Asociaciones de Radio y Televisión.
- 2009
  - Antena de Plata, de la Federación de Asociaciones de Radio y Televisión.